# Галогенуглеводороды
Галогенуглеводороды — соединения общей формулы R-X, где R — углеводородный радикал, а X — атом галогена. Атомов галогена в молекуле может быть несколько.

Пример наименования галогеноалканов по ИЮПАК

## Номенклатура галогенуглеводородов
Согласно правилам ИЮПАК галогенуглеводороды рассматриваются как продукты замещения углеводородов, соответствующие атомы галогенов указываются в префиксе. Если это необходимо, положение атома галогена указывается цифрой.

## Классификация
Удобно разделять галогенуглеводороды по типу углеродного атома, с которым связан атом галогена. Прежде всего критерием является гибридизация первого. В пользу подобного разделения говорит сравнение их физических и химических свойств.
Особое место среди галогенпроизводных углеводородов занимают галониевые соединения.

## Физические свойства
За исключением низших гомологов (кроме иодалканов), газообразных при нормальных условиях, галогенуглеводороды представляют собой бесцветные жидкости и твёрдые вещества со своеобразным запахом (сладковатым для алифатических соединений). Полииодалканы окрашены в жёлтый цвет. В гомологическом ряду наблюдаются такие же изменения, как и у незамещённых углеводородов. Так, с удлинением цепи и ростом молекулярной массы растёт и температура кипения, а при увеличении степени разветвлённости температуры кипения падают. Однако полифторалканы с бо́льшим количеством атомов фтора в молекуле кипят ниже прочих — причиной этому, видимо, является уменьшение межмолекулярного взаимодействия.
Хотя алкилгалогениды и полярные соединения (дипольные моменты моногалогеналканов примерно равны величине μ у воды – ср. μ(H2O) = 1,85 D, а μ(CH3Cl) = 1,9 D), но в воде они нерастворимы, вероятно, из-за того, что они не способны образовывать полярные связи. Они растворимы в обычных органических растворителях.
Полярность связи углерод—галоген зависит не только от разницы электроотрицательностей атомов, но и от наличия неподелённых пар электронов у атома галогена, а также от сравнительных ковалентных радиусов атомов. Это весьма очевидно, если рассматривают связи C—F и C-Cl: их дипольные моменты равны, соответственно, 1,81 и 1,83 D (лучшее сопряжение для связи C—F)!
Ввиду полярности связи C–X атом улерода является несколько электрофильным (см., например, статью "Реакции электрофильного замещения"). Неподелённые электронные пары атома галогена придают молекуле также слабый электронодонорный характер (особенно иодуглеводородам). Полярность связи C–X падает при переходе от атома углерода в sp3–гибридизации к атому углерода в sp—гибридизации. Например, дипольные моменты хлорэтана, хлорэтена, хлорбензола и хлорэтина составляют соответственно 2,0, 1,44, 1,58 и 0,44 D. Причина тому — возрастает электроотрицательность атома углерода, а неподелённая электронная пара вступает в сопряжение с π-электронной системой алкена, арена (положительный мезомерный (+M) зффект). Поскольку одновременно имеет место отрицательный индуктивный (-I) эффект, трудно предугадать распределение электронной плотности в системе. Расчёты для простейших соединений (аллилгалогенид, фенилгалогеноид) показывают, что непосредственно связанный с атомом галогена углеродный атом имеет некоторый положительный заряд, а сам атом галогена и атом углерода по другую сторону двойной связи (в случае аренов — о- и (в меньшей степени) п-места) заряжены несколько отрицательно. Возрастают немного и электронодонорные свойства π-системы (ср. энергия ионизации этилена и винилхлорида: 10,5 и 10 эВ соответственно).
Длина связи С(sp3)—X растёт от X = F к X = I. В том же направлении падает её прочность. Связь  C(sp2)–X несколько короче, причём связь C=C в алкене также немного укорачивается.
Иод-, бром-, и полихлорпроизводные тяжелее воды. Некоторые галогенуглеводороды хиральны.
| Название       | Структурная формула | Tпл,°C | Tкип,°C |
| -------------- | ------------------- | ------ | ------- |
| Фторметан      | CH3-F               | -141,8 | -78,5   |
| Хлорметан      | CH3-Cl              | -97,7  | -23,7   |
| Бромметан      | CH3-Br              | -93,7  | 3,6     |
| Иодметан       | CH3-I               | -66,5  | 42,5    |
| Хлорэтан       | CH3-CH2-Cl          | -138,7 | 12,3    |
| 1-Хлорпропан   | CH3-CH2-CH2-Cl      | -122,8 | 47,2    |
| 2-Хлорпропан   | CH3-CHCl-CH3        | -117,0 | 35,4    |
| Дифторметан    | CH2F2               | -136   | -51,6   |
| Трифторметан   | CHF3                | -163   | -82,2   |
| Тетрафторметан | CF4                 | -184   | -128    |
| Хлорэтен       | CH2=CHCl            | -153,8 | -13,8   |
| Хлорбензол     | C6H5Cl              | -45,6  | 131,7   |

## Получение
При синтезе галогеналканов обычно исходят из углеводородов, спиртов или карбоновых кислот.

### Получение галогеналканов

#### Прямое галогенирование
Радикальным галогенированием можно получать хлор- или бромалканы. Недостатком этого метода является то, что образуется смесь различных продуктов замещения. При этом наряду с изомерными монозамещёнными в смеси также содержатся ди- и полизамещённые соединения. К тому же, например, эквимолярная смесь Cl2 и CH4 взрывоопасна, не говоря уже о смесях алканов со фтором. Однако меняя условия процесса можно добиться приемлемых для промышленности выходов. Например, при хлорировании алкан берут в избытке. Продукты разделяют фракционной перегонкой. К примеру, так в промышленности получают метиленхлорид и тетрахлоруглерод.
Алканы хлорируются при интенсивном УФ-облучении или нагревании (обычно применяют первое). Наиболее легко образуются третичные радикалы и, соответственно, галогеналканы; наименее — первичные. Бромирование мало характерно для алканов легче гексана, а прочие бромируются при одновременном освещении и кипячении.
{\displaystyle {\mathsf {C_{n}H_{2n+2}+X_{2}{\xrightarrow[{}]{h\nu }}C_{n}H_{2n+1}X+HX}}}
В присутствии специальных реагентов (например, N-Бромсукцинимида, сокращённо NBS), а также инициаторов свободных радикалов (таких, как УФ-облучение, нагревание, пероксиды) замещённые алкены бромируются в аллильное положение.
Аллильное хлорирование осуществляется лишь при 400—600 °C, обычно же протекают конкурирующие реакции — присоединение по двойной связи (в этих условиях — тоже по радикальному механизму), полимеризация, изомеризация алкенов. В промышленности так производят аллилхлорид.
Замещённые арены хлорируются и бромируются в боковую цепь. Например, толуол при нагревании и интенсивном освещении хлорируют, получая бензилхлорид.
Радикальным методом получают также и перфторалканы. Реакция протекает очень энергично, и вследствие большого тепловыделения приходится разбавлять фтор азотом, применяют также медные сетки для отвода теплоты. В процессе применяют переносчики фтора — фториды металлов, как CoF2, MnF2, AgF, образующие в ходе реакции (при нагревании) соответственно CoF3, MnF4, AgF2.

#### Получение моногалогеналканов
- Присоединение галогеноводородов к алкенам.

{\displaystyle {\mathsf {R{\text{-}}CH{\text{=}}CH_{2}+HCl\rightarrow R{\text{-}}CHCl{\text{-}}CH_{3}}}}
Весьма легко присоединяется фтор (трудноуправляемый процесс, возможен взрыв), иод присоединяется медленно. Обычно происходит стереоселективно, кроме как в присутствии свободных радикалов. В присутствии других нуклеофилов возможно сопряжённое присоединение (см. статью Галогенгидрины).
- Реакции спиртов с галогеноводородами.

{\displaystyle {\mathsf {ROH+HCl\rightarrow RCl+H_{2}O}}}
- Взаимодействие галогенидов фосфора или тионилхлорида со спиртами.

{\displaystyle {\mathsf {3ROH+PCl_{3}\rightarrow 3RCl+H_{3}PO_{3}}}}
- Реакция Бородина — Хунсдикера

- Реакция Сварта

{\displaystyle {\mathsf {RCl+AgF\rightarrow RF+AgCl}}}

#### Получение дигалогеналканов
- Присоединение галогеноводородов к алкинам

{\displaystyle {\mathsf {CH_{3}{\text{-}}C\equiv CH+2HCl\rightarrow R{\text{-}}CCl_{2}{\text{-}}CH_{3}}}}
- Взаимодействие альдегидов и кетонов с PCl5, PBr5 или SF4. Реакция идёт при нагревании

{\displaystyle {\mathsf {R{\text{-}}CHO+PCl_{5}\rightarrow R{\text{-}}CHCl_{2}}}}
- Присоединение галогенов к алкенам:

{\displaystyle {\mathsf {R{\text{-}}CH{\text{=}}CH_{2}+Cl_{2}\rightarrow R{\text{-}}CHCl{\text{-}}CH_{2}Cl}}}
- Раскрытие циклических простых эфиров (например, тетрагидрофурана) при реакции с NaI в среде H3PO4+P2O5.

{\displaystyle {\mathsf {C_{4}H_{8}O+HI\rightarrow ICH_{2}CH_{2}CH_{2}CH_{2}I+H_{2}O}}}
При 180 °C тетрагидрофуран с хлороводородом даёт 1,4-дихлорбутан.

### Получение галогеналкенов
- С алкинами напрямую — как H-электрофилы галогеноводороды взаимодействуют медленно. Реакцию значительно ускоряют соли меди (I) и ртути (II); по сути, происходит нуклеофильное присоединение галогенид-иона. Например, есть такой способ производства винилхлорида в газовой фазе на активированном угле и сулеме при 120—180 °C.
- Также и галогены присоединяются по тройной связи медленнее, чем по двойной. Вероятно, реакция идёт через КПЗ, который опять-таки является уже электрофильной частицей.

Или применяют производные алкенов. В частности, для получения того же винилхлорида есть такие два способа.
- Дегидратация этиленхлоргидрина на катализаторе.
- Дегидрохлорирование 1,2-дихлорэтана в газовой фазе при 400—500 °C

### Получение галогенаренов
- Галогенирование аренов или алкиларенов в ядро:

{\displaystyle {\mathsf {ArH+Cl_{2}{\xrightarrow[{}]{FeCl_{3}}}ArCl+HCl}}}
- Разложение арендиазониевых солей

{\displaystyle {\mathsf {Ar{\text{-}}N^{+}\equiv NCl^{-}\rightarrow ArCl+N_{2}}}}

### Получение бензилгалогенидов
- Галогенирование алкиларенов в боковую цепь.

{\displaystyle {\mathsf {Ar{\text{-}}CH_{3}+Cl_{2}\rightarrow ArCH_{2}Cl+HCl}}}
- Хлорметилирование (реакция Блана):

{\displaystyle {\mathsf {ArH+HCHO+HCl\rightarrow ArCH_{2}Cl}}}

## Химические свойства
Реакционная способность галогенуглеводородов главным образом зависит от поляризуемости связи C-X, падающей в ряду
C-I > C-Br > C-Cl >> C-F
Также весьма существенный вклад в реакционную способность вносит строение алкильного радикала, наличие кратных связей, разветвлённость углеводородного скелета, возможность делокализации заряда у α-атома.

## Реакции галогенуглеводородов
Основные реакции галогенуглеводородов:
- Нуклеофильное замещение

{\displaystyle {\mathsf {R{\text{-}}X{\xrightarrow[{}]{NH_{3}}}RNH_{2}+R_{2}NH+R_{3}N+[R_{4}N]^{+}X^{-}}}}
{\displaystyle {\mathsf {R{\text{-}}X+Y^{-}\rightarrow RY+X^{-},\ Y=NO_{2},CN,OH,SCN,R_{1}O,R_{1}COO}}}
- Дегидрогалогенирование (элиминирование)

{\displaystyle {\mathsf {R{\text{-}}CH_{2}{\text{-}}CH_{2}Cl{\xrightarrow[{}]{OH^{-}}}R{\text{-}}CH{\text{=}}CH_{2}}}}
- Синтез реактива Гриньяра

{\displaystyle {\mathsf {R{\text{-}}X+Mg\rightarrow RMgX}}}
- Восстановление

{\displaystyle {\mathsf {R{\text{-}}X+H_{2}{\xrightarrow[{}]{}}R{\text{-}}H+HX}}}